# Naaja Nathanielsen
Naaja Nathanielsen (nascuda el 6 de desembre de 1975 a Tasiilaq) és una política groenlandesa del partit Inuit Ataqatigiit. Va ser membre de l'Inatsisartut (el parlament groenlandès) del 2009 al 2016 i reelegida el 2021. Va ser directora del departament de Presons i Llibertat condicional de Groenlàndia des del 2016, i l'abril de 2021 va esdevenir ministra d'Habitatge, Infraestructures, Igualtat de Gènere i Recursos Naturals. El novembre de 2021 va ser nomenada ministra de Finances i Igualtat de Gènere. En una remodelació del gabinet, el setembre de 2023 va ser nomenada per al seu càrrec de ministra d'Empresa, Comerç, Recursos Minerals, Justícia i Igualtat de Gènere. I en el govern format al maig de 2025 és ministra d'Empresa, Recursos Minerals, Energia, Justícia i Igualtat de Gènere. En el seu càrrec de ministra de Recursos Naturals, va prohibir la mineria d'urani. És feminista i treballa en contra de la violència de gènere al país.

## Biografia
Naaja Nathanielsen va néixer el 6 de desembre de 1975 i es va llicenciar en Psicologia a la Universitat de Copenhaguen al 2001.
Va servir a l'Inatsisartut del 2009 al 2016. Va ser membre d'Inuit Ataqatigiit, però es va convertir en independent el 2016, abans que acabés la legislatura; va explicar que va deixar el partit perquè no se li havia consultat sobre canvis de política. Es va presentar de nou a les eleccions per l'Inatsisartut el 2021 amb el partit Inuit Ataqatigiit i va ser reelegida.
Després de ser directora des del 2016 del departament de Presons i Llibertat condicional, el 2021 va esdevenir ministra de Recursos Naturals del país, que disposa d'una gran quantitat de minerals crítics per a la transició energètica, dipòsits de terres rares i recursos de liti, fluorita, tàntal, niobi, hafni o zirconi. En l'exercici del seu càrrec, va aprovar una expansió de la mineria, inclosa l'exploració de l'extensió dels elements radioactius subterranis, però es va negar a permetre la mineria d'urani. Ha proposat una prohibició total de l'explotació d'urani; que requeria l'aprovació d'un projecte de llei de l'Inatsisartut, i la prohibició ja està en vigor. Tot i que ha sol·licitat avaluacions legals per a la prohibició de la mineria d'urani, s'ha negat a compartir-les quan li han demanat. També va revocar la llicència d'una empresa xinesa per extreure ferro prop de Nuuk, la capital, adduint que l'empresa no havia complert els terminis relacionats amb els pagaments acordats i l'activitat prevista.

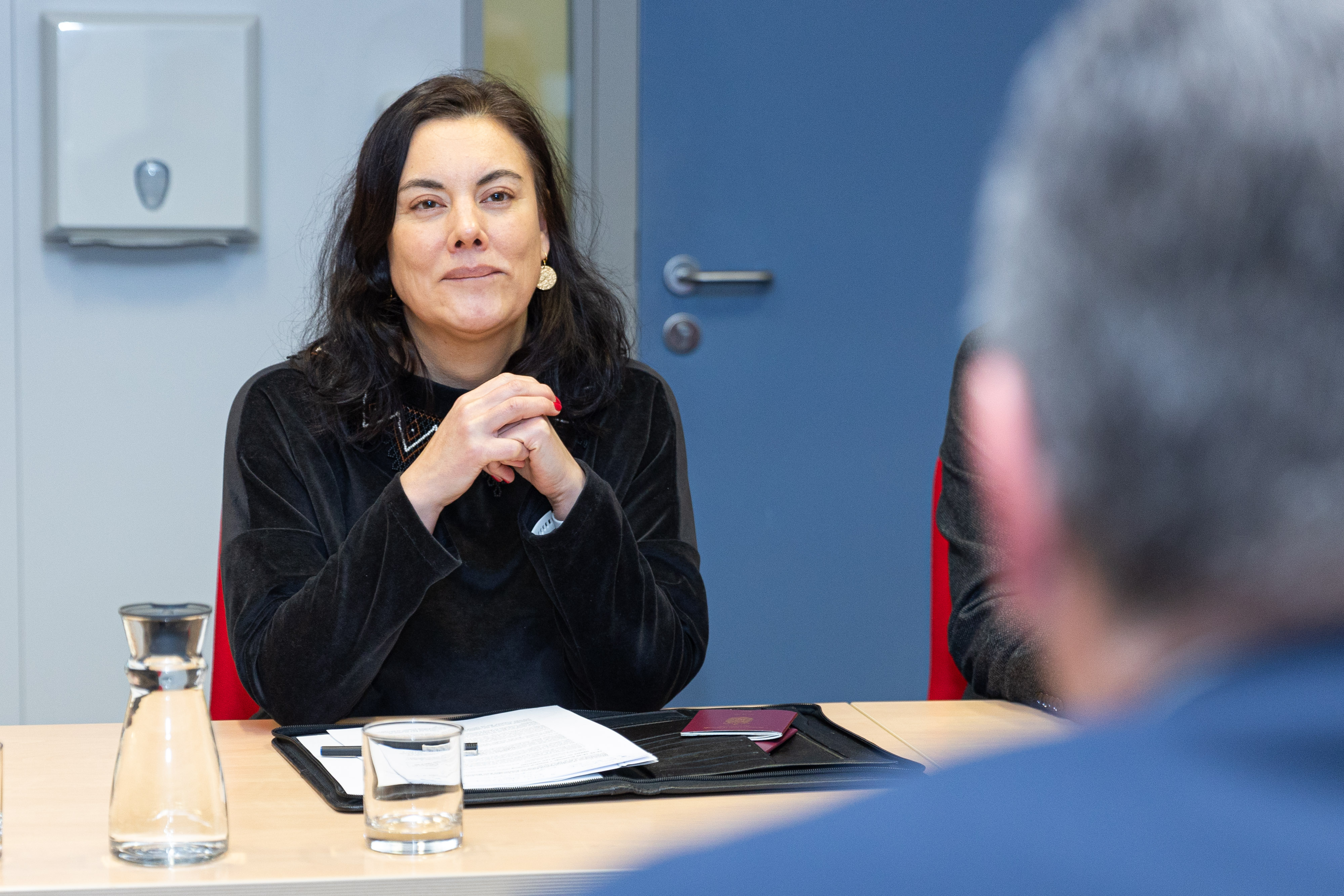
Al 2023, en la signatura del Memoràndum d'Entesa sobre Matèries Primeres Crítiques entre la CE i Groenlàndia.

Naaja Nathanielsen és feminista i ha argumentat que hi ha àmplies divisions de poder en la política com a resultat del patriarcat. Assegura que totes les formes de desigualtat provenen de la creença que "les dones són inferiors i menys fiables" que els homes. I que l'aprovació de legislació [contra la violència de gènere] no resol el "problema central: el patriarcat i la masculinitat tòxica". També ha argumentat que la violència contra les dones a Groenlàndia no és atribuïble només a l'abús d'alcohol, ja que la violència "recau més en les dones que en els homes".
Si bé creu que hi ha similituds entre tots els pobles inuit, creu que les crides a l'autodeterminació inuit a Groenlàndia, per obtenir la independència de Groenlàndia, són problemàtiques, ja que generalitzar una visió del món inuit no és possible, ni tan sols dins del país. Considera que la independència és l'objectiu final del seu treball, "d'una forma o altra", mentre continua treballant per aconseguir un "acord més ampli o extens amb Dinamarca".  En última instància, va dir, "l'autodeterminació tracta sobre la llibertat de la violència i [de] la por a la violència".